# Maratha Mandir

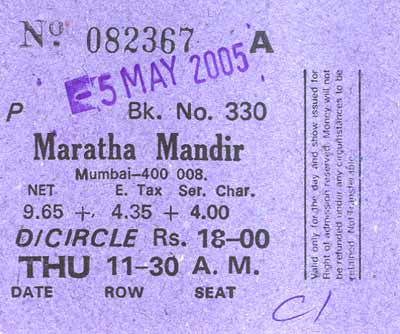
Un ticket de cinéma de Maratha Mandir

Maratha Mandir est une salle de cinéma située dans Maratha Mandir Marg à Bombay. Cette salle est connue pour diffuser le film Dilwale Dulhania Le Jayenge depuis sa sortie en octobre 1995,,,.